# 2001 w nauce

## Astronomia
- Wallace Sargent – Nagroda Henry Norris Russell Lectureship przyznawana przez American Astronomical Society.
- Bruce G. Elmegreen – Nagroda Dannie Heineman Prize for Astrophysics przyznawana przez American Astronomical Society.